# Michel Verne

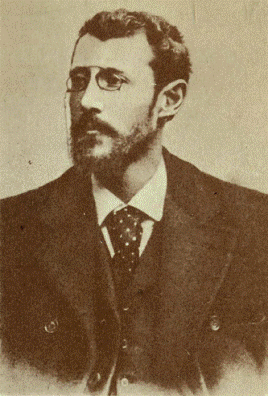
Michel Jean Pierre Verne

Michel Jean Pierre Verne (* 3. August 1861 in Paris; † 5. März 1925 in Toulon) war ein französischer Schriftsteller.

## Jugend
Michel Verne wurde als Sohn von Jules Verne und Honorine Anne Hébe du Fraysse de Viane geboren. Das Verhältnis zu den Eltern war schwierig: In seiner Kindheit war er kränklich, die Eltern mit seiner Erziehung spätestens ab seiner Pubertät hoffnungslos überfordert. 1876 steckten sie ihn für acht Monate in die Besserungsanstalt von Mettray, wo 700 Jugendliche nach militärischem Drill erzogen wurden. Michel hasste seinen Vater dafür.
Nach seiner Entlassung aus der Besserungsanstalt versuchte Jules Verne vergeblich, seinen Sohn wieder in die Familie zu integrieren. Die Situation eskalierte, sodass der sechzehnjährige Michel als Schiffsjunge zur See geschickt wurde. Sein Onkel Paul Verne arrangierte eine entsprechende Heuer auf dem Segler Assomption, der sich für eine Reise nach Indien rüstete. Für die Zeit, bis das Schiff auslief, wurde Michel durch Verfügung seines Vaters ins Gefängnis von Nantes gesteckt. Während der Schiffsreise, in der er auch gegen seine Vorgesetzten aufbegehrte und bestraft wurde, setzte er sich erstmals mit den Werken seines Vaters auseinander, von denen er eine Sammlung mitgenommen hatte. Nach seiner Rückkehr begleitete er den Vater 1879 auf dessen zweiter Kreuzfahrt mit der Jacht Saint-Michel, die an der englischen und schottischen Küste entlangführte. Aber der Konflikt mit dem Vater eskalierte erneut. Jules Verne wollte sich von seinem Sohn trennen und ihn mit einer bescheidenen Pension nach Paris schicken. Doch Michel weigerte sich.
Stattdessen benahm er sich nach damaligen bürgerlichen Maßstäben skandalös: Er verliebte sich in die vier Jahre ältere Sängerin Clémence-Thérese Taton, die im Theater von Amiens unter dem Geburtsnamen ihrer Mutter, Thérèse Valgalier, auftrat. Sein Vater war über diese Verbindung entsetzt und weigerte sich zunächst, die Einwilligung zu einer Heirat zu geben. 1884 gab Jules Verne dem Drängen seines Sohnes nach und erlaubte ihm doch, sie zu heiraten. Die Hochzeit fand am 15. März desselben Jahres statt.
Ein halbes Jahr später begann Michel mit der minderjährigen Pianistin Jeanne Reboul eine Affäre. Mit der Behauptung, sie sei von ihm schwanger, verließ er seine Frau und begab sich mit seiner neuen Liebe nach Paris. Obwohl im selben Jahr ein Scheidungsgesetz erlassen worden war, ließen sich Michel und Clémence-Thérese erst 1889 scheiden. Kurz darauf heiratete er Jeanne Reboul, mit der er mittlerweile zwei Kinder hatte. Insgesamt sollten es drei Kinder werden:
- Michel Verne (* 1885; † um 1960)
- George Verne (* 1886; † 1911)
- Jean Jules Verne (* 1892; † 1980)

Als am 9. März 1886 Gaston Verne, ein Neffe von Jules Verne, einen Mordanschlag auf diesen verübte, war eine Folge davon, dass sich Vater und Sohn näherkamen. Doch erst 1893 kam es zu einer endgültigen Versöhnung.

## Erste Werke
Jules Verne wurde langsam auf die Talente seines Sohnes aufmerksam. Eine Sammlung von Gedichten, die Michel geschrieben hatte, schickte er an seinen Verleger Pierre-Jules Hetzel (1814–1886). Da dieser aber kurz darauf starb, kam es nicht zu einer Veröffentlichung. 1887 wurde ein von Michel komponierter Walzer mit dem Titel „En mer“ aufgeführt. 1889 wurde eines der Gedichte, „Les Fossoyeurs du Gange“ in dem Journal „La Nouvelle Revue“ veröffentlicht. 1888 vermittelte Jules Verne seinem Sohn eine Stelle als freier Mitarbeiter bei „Le Figaro“, für den er eine Reihe kurzer Artikel verfasste, die sich auf humorvolle Art mit wissenschaftlichen Themen auseinandersetzten. Einige dieser Arbeiten wurden mehrmals nachgedruckt, erschienen teilweise auch im Ausland. Dabei kam es immer wieder zu Verwechslungen, so dass nicht selten der Name seines Vaters darunter stand.
Versuche von Michel, sich als Geschäftsmann zu etablieren, scheiterten. Bankrott und arbeitslos, lebte er nur von der Pension, die ihm sein Vater monatlich überwies. Um ihn zu einer Arbeit zu bewegen, machte ihm sein Vater den Vorschlag, dass er einen Roman schreiben solle. Um Michel die Arbeit zu erleichtern, bot er ihm ein Szenarium an, das er selbst in ähnlicher Form zu dem Roman Clovis Dardentor (1896) verarbeitete. So schrieb Michel möglicherweise den Roman zweier rivalisierender Reisebüros, Das Reisebüro Thompson & Co., der 1907 unter dem Namen des Vaters in „Voyages extraordinaires“ aufgenommen wurde. Es folgten einige kleine Arbeiten.

## Nachlass von Jules Verne
1905 erbte er mit dem Tod des Vaters auch dessen schriftstellerischen Nachlass, wozu auch eine Reihe noch unveröffentlichter, auch unvollendeter Romane zählten. Mit der Ankündigung, die noch vorhandenen Arbeiten seines Vaters zurückzuhalten und nicht veröffentlichen zu wollen, erstritt sich Michel höhere Tantiemen, die ihn in den nächsten Jahren aller finanzieller Sorgen enthoben. Bereits frühzeitig gab es Zweifel, ob die posthumen Werke Jules Vernes tatsächlich von diesem geschrieben worden waren. Michel konnte aber anführen, dass er in den vorangegangenen Jahren eng mit seinem Vater zusammengearbeitet habe und darum wisse, wie die nicht beendeten Romane in dessen Sinne zu bearbeiten seien. Vergleiche zwischen veröffentlichten Versionen und den Manuskripten des Vaters weisen zum Teil starke Diskrepanzen auf. Allerdings wären viele der hinterlassenen Manuskripte von Jules Verne selbst noch bearbeitet worden. Auch erfolgte ein Teil der Änderungen auf Wunsch des Verlegers Louis-Jules Hetzel (1847–1930), dem Sohn des Verlegers Pierre-Jules Hetzel. Louis-Jules Hetzel war das Spätwerk von Jules Verne in Teilen zu zäh und handlungsarm.
Zwischen 1910 und 1913 verfasste Michel Verne gemeinsam mit seinem Freund André Maurel den letzten Roman L’Étonnante aventure de la mission Barsac, der angeblich auf eine Idee seines Vaters zurückgehen soll, im Wesentlichen aber ein Werk von Michel ist. Damit wurde die Edition der Werke seines Vaters für vollständig erklärt, obwohl noch einige frühe Manuskripte verfügbar waren.
Nach dem Verkauf des Verlages an den Konkurrenten „Hachette“ und dem Ersten Weltkrieg brach der Absatz der Werke von Jules Verne ein. Ab 1914 engagierte Michel sich verstärkt bei Verfilmungen von Werken seines Vaters, von denen die meisten heute aber verloren sind.

## Tod
Am 5. März 1925 starb Michel an Kehlkopf- und Magenkrebs.

## Werke
- 1888: Zigzags à travers la science – Im Zickzack durch die Wissenschaft. Eine Sammlung von 9 Aufsätzen für das Magazin Le Figaro:
  - Über den Eiffelturm (Originaltitel: -). Erstveröffentlichung in: Le Figaro, Supplément littéraire du dimanche, Nr. 20, 19. Mai 1888, Paris 1888
  - Vom Krieg von Morgen, medizinischen Patenten und künstlichen Rubinen (Originaltitel: -). Erstveröffentlichung in: Le Figaro, Supplément littéraire du dimanche, Nr. 22, 2. Juni 1888
  - Die Brücke über den Ärmelkanal (Originaltitel: Le pont sur la Manche). Erstveröffentlichung in: Le Figaro, Supplément littéraire du dimanche, Nr. 24, 16. Juni 1888
  - Austern und Ameisen; Wissenschaftliches Urteil über den Geschmack von Frauen (Originaltitel: Huîtres et fourmis, jugement scientifique sur le goût des femmes). Erstveröffentlichung in: Le Figaro, Supplément littéraire du dimanche, Nr. 26, 30. Juni 1888
  - Kombinierte Fotografie; Elektrizität zu Hause (Originaltitel: Photographie combinée, électricité chez soi). Erstveröffentlichung in: Le Figaro, Supplément littéraire du dimanche, Nr. 29, 21. Juli 1888
  - Unter der Erde (Originaltitel: Le pont sur la Manche). Erstveröffentlichung in: Le Figaro, Supplément littéraire du dimanche, Nr. 33, 18. August 1888
  - Ein Schnellzug der Zukunft (Originaltitel: Un express de L'avenir). Erstveröffentlichung in: Le Figaro, Supplément littéraire du dimanche, Nr. 35, 1. September 1888
  - Menschen und Tiere (Originaltitel: Hommes et bêtes). Erstveröffentlichung in: Le Figaro, Supplément littéraire du dimanche, Nr. 37, 15. September 1888
  - Intelligenz und Schmerz, ein angelsächsisches Anästhetikum (Originaltitel: Intelligence et douleur, un anesthésique anglo-saxon). Erstveröffentlichung in: Le Figaro, Supplément littéraire du dimanche, Nr. Nr. 44, 3. November 1888
- 1889: In the Year 2889 – Im Jahre 2889. (Jules Verne überarbeitete diese Erzählung gründlich und veröffentlichte sie 1891 unter dem Titel "La Journée d’un journaliste américain en 2890 – Ein Tag aus dem Leben eines amerikanischen Journalisten im Jahre 2890".)[1]

- Voyages extraordinaires
  - 1905: L’Invasion de la mer – Der Einbruch des Meeres (nach eigenen Worten mit Eingriffen von Michel Verne)
  - 1905: Le Phare du bout du monde – Der Leuchtturm am Ende der Welt (Eingriffe von Michel Verne)
  - 1906: Le Volcan d’or – Der Goldvulkan (Eingriffe von Michel Verne)
  - 1907: L’Agence Thompson and Co – Das Reisebüro Thompson & Co. (vollständig von Michel Verne)
  - 1908: Le Pilote du Danube – Der Donaulotse (Eingriffe von Michel Verne)
  - 1909: La Chasse au météore – Die Jagd nach dem Meteor (Eingriffe von Michel Verne)
  - 1909: Les Naufragés du Jonathan – Die Schiffbrüchigen der Jonathan (Eingriffe von Michel Verne)
  - 1910: Le Secret de Wilhelm Storitz – Wilhelm Storitz’ Geheimnis (Eingriffe von Michel Verne)
  - 1910: Sammelband Hier et demain – Gestern und morgen
    - Aventures de la familie Raton – Familie Raton und ihre Abenteuer (Eingriffe von Michel Verne)
    - Monsieur Ré-Dièze et Mademoiselle Mi-Bémol – Herr Dis und Fräulein Es (Eingriffe von Michel Verne)
    - La Destinée de Jean Morénas – Das Schicksal von Jean Morénas (Eingriffe von Michel Verne)
    - Le Humbug – Der Humbug (Eingriffe von Michel Verne)
    - La Journée d’un journaliste américain en 2889 – Ein Tag aus dem Leben eines Journalisten im Jahre 2889 (basierend auf Jules Vernes Überarbeitung der Kurzgeschichte "In The Year 2889" von Michel Verne)
    - L’Éternel Adam – Der ewige Adam (In der Manuskriptfassung "Edom"; wahrscheinlich vollständig von Michel Verne)

  - 1919: L’Étonnante aventure de la mission Barsac – Das erstaunliche Abenteuer der Expedition Barsac (zu einem großen Teil von Michel Verne)

Aktuelle deutschsprachige Buchausgaben
- Herr Dis und Fräulein Es. In: Anne Marie Frölich (Hrsg.), Weihnachtszeit – Texte aus der Weltliteratur. Zürich 1995, ISBN 3-7175-1876-3, S. 333–380.
- Ein Tag aus dem Leben eines Journalisten im Jahre 2889. In: Jules Verne: Meistererzählungen. Zürich 2000, ISBN 3-257-22416-8.
- Der ewige Adam. In: Jules Verne: Meistererzählungen. Zürich 2000, ISBN 3-257-22416-8.
- Das erstaunliche Abenteuer der Expedition Barsac. Illustrationen der französischen Originalausgabe. Zürich 2000, ISBN 3-257-21237-2.
- Der Leuchtturm am Ende der Welt. Hamburg 2011, ISBN 978-3-8424-1117-3.
- Der Humbug. Vier Erzählungen von Jules & Michel Verne. Illustrationen der französischen Originalausgabe. Berlin 2011, ISBN 978-3-943275-00-1.
- Die Welt der Messieurs Verne. Unterhaltsame Plaudereien, Geschichten und Gedichte von Jules & Michel Verne. Berlin 2018, ISBN 978-3-943275-30-8.
- Im Jahre 2889. Berlin 2023, ISBN 978-3-943275-67-4.